# ITカレッジ沖縄
専門学校ITカレッジ沖縄（せんもんがっこうアイティーカレッジおきなわ）は、沖縄県那覇市にある専門学校である。

## 所在地
- 〒900-0022 沖縄県那覇市樋川1-1-77

## 学校長
- 瀬名波栄啓( - 2017年度)
- 奥戸類(2018年度 - )

## 沿革
- 2002年（平成14年） - 開校

## 学科
昼間部
- サイバーセキュリティ科(2年制)
- ITスペシャリスト科情報工学コース(3年制)
- ゲームクリエイター科(2年制)
- グローバルビジネスコース(2年制) - 留学生向け

夜間部
- 夜間ITエンジニア科(1年制)

## 就職先
県内
県外

## アクセス
- 開南バス停より徒歩約3分
- 那覇高校前バス停より徒歩約2分